# Cratere Louise
Louise è un piccolo cratere lunare di 0,64 km situato nella parte nord-occidentale della faccia visibile della Luna.